# Filadélfia Basquete
O Filadélfia Basquete é clube de basquete brasileiro, sediado em Taguatinga, no Distrito Federal. O clube foi fundado em 2013 e  participa atualmente da Braba.

## Títulos

### Nacionais
- Copa Brasil Centro-Oeste: 1 vez (2015)

### Estaduais
- Vice campeão da Braba: 1 vez (2015)